# Ахолия
Ахолия (греч.: от греч. а «без» и chole «желчь») — недостаточное выделение желчи и/или полное прекращение её поступления в двенадцатиперстную кишку.
Ахолия является важным симптомом заболеваний жёлчных путей, таких как закупорка общего жёлчного протока. Также встречается при лихорадочных состояниях разного рода, при болезнях печени, после сильных кровотечений, при гепатите. При значительной продолжительности приводит к недостаточному усвоению пищи, беспрестанным запорам, исхуданию и истощению. Задержавшаяся в печени жёлчь часто попадает в кровь, вызывая тем самым резкое ухудшение самочувствия больного: появляются желтуха, обесцвеченные, глинистые испражнения, окрашенная жёлчью моча, кожный зуд, иногда тяжело влияет на мозг (фиксируются такие состояния как бред и, изредка, кома), происходят спорадические кровоизлияния в кожу и слизистые оболочки, иногда наблюдается также и высокая температура. Важным условием лечения ахолии является устранение её причины.